# Neil Leonard (Klangkünstler)
Neil Leonard (* 1959 in Cambridge) ist ein US-amerikanischer Klangkünstler, Saxophonist und Komponist.

## Leben und Werk
Nachdem Neil Leonard seine künstlerische Tätigkeit als Illustrator startete und später als Keramiker fortsetzte, wechselte er als Saxophonist zu Jazzperformances, bevor er zur Arbeit im Bereich Klangkunst überging. Seit 1988 arbeitet Neil Leonard zusammen mit María Magdalena Campos-Pons. Von 2014 bis 2015 lehrte Neil Leonard als Gastprofessor am Massachusetts Institute of Technology. 2016 lud die Robert Rauschenberg Foundation ihn als Artist in Residence ein, zudem erhielt er im gleichen Jahr den Fulbright Specialist Award. Leonard ist künstlerischer Direktor und Professor am Berklee College of Music.
Neil Leonard sammelte auf seiner Reise nach Kuba per Field Recording Klänge und drehte Videomaterial für seine Multimedia Installation Pan Verdadero/True Bread, die 2016 auf dem Cyber Arts Festival in Boston ausgestellt wurde. Leonard komponierte Musik für Tony Oursler und Constance DeJong für eine Ausstellung auf der Whitney Biennial sowie dem Institute of Contemporary Art, Boston.
Er kreierte Sound für das MoMA, das Whitney Museum of American Art, sowie The Kitchen in New York, das Seattle Art Museum und das Museum of Fine Arts, Boston. Seine Kompositionen wurden in der Carnegie Hall, im Museo Reina Sofía, auf dem Banff Festival for the Arts und der International Computer Music Convention, sowie zahlreichen weiteren Orten, aufgeführt. 2013 war Leonard Teilnehmer der 55. Biennale di Venezia und 2017 der documenta 14.